# Hugo Lepe
Hugo Mario Lepe Gajardo (14 d'abril de 1940 - 9 de juliol de 1991) fou un futbolista xilè.

## Selecció de Xile
Va formar part de l'equip xilè a la Copa del Món de 1962.